# Piotr Orliński
Piotr Orliński (ur. 22 września 1976 w Warszawie) – polski piłkarz grający na pozycji pomocnika.

## Kariera piłkarska
Pierwszym klubem w karierze Piotra Orlińskiego był Sarmata Warszawa. Ostatni raz w składzie stołecznego klubu pojawił się jesienią 1995 roku. Wiosną roku następnego reprezentował już barwy Świtu Nowy Dwór Mazowiecki. Dwa lata później piłkarza dostrzegli działacze I-ligowego wówczas Stomilu Olsztyn.
Wiosną 1998 roku Orliński rozegrał swój pierwszy mecz w olsztyńskim zespole. W trakcie czterech lat, gdy był zawodnikiem Stomilu, rozegrał 68 spotkań w ekstraklasie, w których zdołał zdobyć trzy bramki. Na krótko przed spadkiem Stomilu do II ligi, Orliński przeniósł się do Okęcia Warszawa, gdzie jednak nie zabawił długo. Jesienią 2002 roku podjął decyzję wyjazdu na Litwę i tam rozpoczął występy z Żalgirisie Wilno. Przygoda piłkarza z litewską ekipą trwała jednak równie krótko jak pobyt w stołecznym Okęciu.
Podobny okres zawodnik spędził w indonezyjskim klubie Persib Bandung. Jesienią 2003 roku ponownie założył koszulkę Świtu Nowy Dwór Mazowiecki, który wówczas miał miejsce w szeregach I-ligowców. Pół roku później trykot Świtu zamienił na koszulkę ŁKS Łódź, a jesienią 2004 roku stał się piłkarzem Ruchu Wysokie Mazowieckie, w którym występował przez kolejne dwa sezony.